# Maison Peytavin
La maison Peytavin est une maison située au Bleymard, en France.

## Localisation
La maison est située sur la commune du Bleymard, dans le département français de la Lozère.

## Historique
L'édifice est un site inscrit depuis le 5 février 1943 et inscrit partiellement (façades et toitures) au titre des monuments historiques en 1997.